# Hasselts sexdagars
Hasselts sexdagars var ett sexdagarslopp i bancykling som arrangerades i mitten av februari från 2006 till 2009 i belgiska Hasselt.

## Podieplaceringar
| År   | Vinnare                     | Tvåa                        | Trea                               |
| 2006 | Iljo Keisse Matthew Gilmore | Robert Slippens Danny Stam  | Tom Steels Marco Villa             |
| 2007 | Bruno Risi Franco Marvulli  | Marco Villa Iljo Keisse     | Dimitri De Fauw Alexander Äschbach |
| 2008 | Bruno Risi Franco Marvulli  | Kenny De Ketele Iljo Keisse | Danny Stam Marco Villa             |
| 2009 | Bruno Risi Kenny De Ketele  | Leif Lampater Léon van Bon  | Franco Marvulli Tim Mertens        |